# 피라항어
피라항어(Pirahã, 피라항어: xapaitíiso)는 아마존의 피라항족이 쓰는 언어이다. 피라항족은 아마존강의 지류인 마이시강을 따라 살고 있다.
피라항어는 무라어(무라어족)의 유일하게 살아남은 방언이다. 지난 몇 세기에 걸쳐 피라항족을 제외한 다른 무라족 사람들이 포르투갈어로 언어 교체를 겪으면서 무라어족에 속한 다른 언어(또는 방언)은 모두 사멸했다. 무라어족과 같은 계통이라는 추측이 있는 마타나위어도 지금은 사라졌다. 2009년 기준으로 피라항어 사용 인구는 250명에서 380명 사이로 추정된다. 피라항어는 피라항족 공동체 내에서 활발히 쓰이고 있고 화자 대부분은 피라항어 말고는 다른 언어를 구사하지 못하기 때문에, 현재로서 소멸 위기에 처해 있지는 않다.
피라항어가 지녔다고 하는 여러 독특한 성질들은 학계에서 큰 논란의 대상이다. 예컨대 피라항어가 언어 상대주의를 입증한다는 주장 등이 있다. 피라항어를 배우기가 매우 어렵기 때문에 이러한 논란은 더욱 가중된다. 피라항어 현장 연구 경험이 있는 언어학자의 수는 매우 적다.

## 음운론
피라항어는 가장 음운의 개수가 적은 언어 가운데 하나로 여겨진다. 음운이 열 개가 있는 것으로 알려져 있지만, 이는 [k]를 /hi/의 이음으로 봤을 때의 경우이고, 성조를 세지 않은 것이다.
|        | 전설 | 후설 |
| ------ | ---- | ---- |
| 고모음 | i    | o    |
| 저모음 | a    | o    |

|             | 양순음 | 경구개음 | 연구개음 | 성문음 |
| ----------- | ------ | -------- | -------- | ------ |
| 무성 파열음 | p      | t        | (k)      | ʔ ‹x›  |
| 유성 파열음 | b      |          | g        |        |
| 마찰음      |        | s        |          | h      |

각 음운은 다양한 이음을 가진다.
- 모음은 /h/나 /ʔ/ 뒤에서 비음화한다.
- /b/ [b, ʙ, m] - 휴지 뒤에서 비음 [m]으로, /o/ 뒤에서 전동음 [ʙ]로 소리낸다.
- /g/ [g, n, ɺ͡ɺ̼] - 휴지 뒤에서 비음 [n]으로 소리낸다. [ɺ͡ɺ̼]는 설측 치경-설순 이중 탄음으로 피라항어 이외의 언어에서 보고된 바 없다. 혀가 윗잇몸에 부딪힌 뒤 아랫입술에 부딪히며 나는 소리이다. 그러나 이 소리는 특정한 종류의 화행에서만 나타나는 것으로, 일반적인 말소리는 아니라고 할 수 있다.
- /s/ [s, h] - 여자가 말할 때, [i] 앞에 오는 /s/는 [h]로 소리낸다.
- /k/ [k, p, h, ʔ] - 남자가 말할 때, 낱말 처음에 오는 [k]와 [ʔ]는 서로 바꿀 수 있다. 많은 사람들이 몇몇 낱말에서 [k]와 [p]를 바꾸어서 말한다. 몇몇 낱말에서 [hoa]와 [hia]는 [kʷa]와 [ka]의 이음이다.

대니얼 에버렛은 /k/가 음운이 될 정도로 안정되어 있지 않으며, /hi/의 이음으로 간주해야 한다고 주장한다. 그렇게 되면 대립되는 닿소리는 모두 일곱 개가 된다.

### 음소배열론
CV, VV, CVV 구조의 음절이 가능하다. 강세는 단어의 마지막 3개 음절 중에서 가장 무거운 음절에 오며, 가장 무거운 음절이 여럿 있을 경우 그 중 가장 나중 음절에 온다.
Heinrichs (1964)와 Sheldon (1974)은 피라항어에 음성적으로나 음운적으로 3개의 평성조가 있다고 분석한다. (¹=고조, ²=중조, ³=저조) 반면 Everett (1986)은 음운적으로 고조·저조 2개의 성조가 있다고 분석하며, 음성적으로 고·중·저·저저(lowered low) 4개의 성조가 나타난다고 한다. 그의 피라항어 표기법에서는 고조를 양음 부호(á, í, ó)로 표기하고 저조는 따로 표기하지 않는다(a, i, o).

### 억양
평서문의 억양은 문장 끝에서 음높이가 올라간다. 의문문의 억양은 평서문과 차이가 없는 경우가 많고, 차이가 있다면 의문문은 평서문에 비해 문장 끝에서 음높이가 더 높이 올라간다는 것 정도이다. 감탄문은 생생한 표현이나 흥분을 나타내는데, 문장 중간에서 억양이 아주 낮아졌다가 평서문에 비해 아주 빠르게 높아진다.

### 형태음운론적 과정
다음과 같은 주요 형태음운론적 과정이 있다.
- 명사-형용사 및 명사-동사 경계에서 수의적으로 탈락이 일어난다.
  - 형용사와 동사의 어두 /ʔ/는 명사, 대명사, 후치사, 수식사 뒤에 올 때 수의적으로 탈락한다. 느리게 말할 때에는 일반적으로 탈락하지 않는다.
  - 이렇게 /ʔ/가 탈락된 경우, 그 앞에 오는 명사의 어말 모음이 탈락한다.
    - 단, 명사가 (/ʔ/ 또는 /h/) + (/ai/ 또는 /oi/)로 끝나는 경우, /i/가 남고 /a/ 또는 /o/가 탈락한다.

| xisai-tai | + | (x)ogii | → | xisaitaogii |
| chin-hair |   | big     |   | ‘큰 수염’   |
| kahaí | + | (x)aip-i  | → | kahiaipi        |
| arrow |   | make-PROX |   | ‘화살을 만들다’ |
- 동사 내부에서 형태소 경계를 사이에 두고 두 자음이 연달아 올 수 없다. 따라서 충돌을 피하기 위해 중간에 모음이 삽입된다.
  - 두 자음 중 하나라도 /s, p, t/ 중 하나라면 /i/가 삽입된다.
  - 그렇지 않다면 /a/가 삽입된다.

| xogaí | sog  | + | saí | → | xogaí sogisaí |
| field | want |   | NMZ |   | ‘밭을 원하다’ |
- 희구법 형태소 -sog가 모음 /a/ 뒤에 오면 /s/가 탈락해 -og가 된다.

## 어휘
피라항어에는 차용어 몇 개가 있는데, 주로 포르투갈어에서 왔다. kóópo ‘컵’은 포르투갈어 copo에서, bikagogia ‘직업’은 포르투갈어 mercadoria에서 왔다.
Everett (2005)에 따르면 피라항족은 알려진 인간 문화 중에 가장 단순한 친족 체계를 가졌다고 한다. 피라항어로 아버지와 어머니를 부르는 말은 baíxi [màíʔì]로 같으며, 형제자매보다 더 먼 친척에 대한 개념이 없다.
Everett (1986)에 따르면 피라항어에는 ‘하나’(hói)와 ‘둘’(hoí)을 뜻하는 단어가 있다. 두 단어는 성조로만 구별된다. 그러나 이후 Everett (2005)에서 에버렛은 피라항어에 수사가 전혀 존재하지 않으며, hói와 hoí는 사실 ‘적은 양’과 ‘더 많은 양’을 뜻한다고 주장했다. Frank et al. (2008)은 두 입장 중 어느 쪽이 맞는지 가리기 위해 4명의 피라항어 화자를 대상으로 두 가지 실험을 했다. 첫 번째 실험에서는 탁자 위에 실뭉치 열 개를 한 번에 하나씩 놓으면서 실뭉치가 얼마나 많은지 물어보았다. 그러자 4명 모두 실뭉치가 하나일 때는 hói, 두 개일 때는 hoí, 세 개 이상일 때는 hoí 또는 baagiso(‘많다’)라고 대답했다. 이 실험 결과는 피라항어에 ‘하나’와 ‘둘’을 뜻하는 단어가 있다는 주장을 뒷받침한다고 할 수 있다.
두 번째 실험은 반대로 탁자에 실뭉치 열 개를 놓고 시작해서 하나씩 치웠다. 그러자 한 피험자는 실뭉치가 6개 남았을 때 hói(‘하나’?)라고 대답했고, 실뭉치가 3개 남았을 때는 피험자 4명 모두가 hói라고 대답했다. 논문의 저자들은 왜 피험자들이 두 실험에서 다르게 행동했는지에 대한 설명을 내놓지는 않았지만, hói와 hoí가 “‘하나’처럼 절대적인 개념이기보다는 ‘적다’, ‘더 적다’처럼 상대적이거나 비교적인 개념일 가능성이 훨씬 크다”는 결론을 내렸다.
피라항어에는 명사는 물론이고 대명사에도 단수와 복수의 구분이 없다.
2012년에 스미스소니언 채널에서 방영한 다큐멘터리에 따르면 브라질 교육 당국에 의해 피라항족이 포르투갈어와 수학을 배울 수 있는 학교가 세워졌다고 한다. 그 결과, 외부에서 들어온 새로운 지식의 영향으로 피라항족 고유의 수량 관념에 대한 연구는 불가능하게 되었다.
피라항어에는 ‘밝다’와 ‘어둡다’(또는 ‘희다’와 ‘검다’) 외에 색깔을 나타내는 단어가 없다는 주장도 있다. (이러한 문화는 세계적으로도 몇 없으며 주로 아마존 분지와 뉴기니에 분포한다.) 대니얼 에버렛의 박사학위논문에는 색깔 어휘 목록이 실려 있지만(p. 354), Everett (1986)에 따르면 이 목록에 실린 것은 사실 단어가 아니라 묘사적 어구들이라고 한다. 예컨대 ‘붉다’는 실제로는 ‘피 같다’라는 것이다.

## 문법
다음 내용은 주로 Everett (1986)을 따른다.

### 문장 구조
피라항어의 문장 구조는 크게 타동사절, 자동사절, 계사절, 동치절(equative clause)로 나눌 수 있다. 피라항어의 기본 어순은 SOV형이다. 간접목적어나 사격어 등 부수적인 문장 성분은 주어와 목적어 사이에 놓일 수 있다.
타동사절에는 목적어가 명시적으로 나타나거나 나타나지 않을 수 있다. 타동사절의 무표적 어순은 SOV이다.
| ti                         | xíbogi | ti-baí       |
| 1                          | milk   | drink-INTNSF |
| “나는 정말 우유를 마신다.” |        |              |
이 문장에서 주어와 목적어의 순서를 바꾸어 xíbogi와 ti 사이에 휴지를 두지 않고 말하면 “우유가 나를 마신다”라는 뜻이 된다. 둘 사이에 휴지를 두고 말하면 xíbogi는 주제어로 해석된다.
| xíbogi,                    | ti | ti-baí       |
| milk                       | 1  | drink-INTNSF |
| “우유를 나는 많이 마신다.” |    |              |
SOV가 기본 어순이라는 점은 SOV 어순의 절이 텍스트에서 가장 흔하게 나타나고, 그 외의 어순은 주제화, 강조, 보충설명, 기타 이해를 돕기 위한 이동 등 유표적인 형식이라는 데서도 알 수 있다.
| hi                                                            | xí | xoho-i-hiab-a-há                | totohoi |
| 3                                                             | 3  | eat-EP-NEG-REMOTE-COMPLETE.CERT | totohoi |
| “그는 그것들을 먹지 않는다, 그러니까, 토토호이(새의 일종)를.” |    |                                 |         |

주어나 목적어나 둘 모두가 동사 뒤에 나타날 수 있다. 두 성분이 모두 주제화되는 경우 그 중 가장 왼쪽에 있는 것이 주어와 관계되고 가장 오른쪽에 있는 것이 목적어와 관계되는 것으로 해석된다.
자동사절에는 목적어가 나타날 수 없다. 동사 xoab은 자동사 “죽다”나 타동사 “죽이다” 양쪽으로 쓰일 수 있는데, 다른 동사들은 그렇지 않다. 자동사문의 기본 어순은 SV이지만 VS 어순도 가능하다.
| gahióo                    | xabo-óp-ai     | pixái-xíga |
| airplane                  | turn-go-ATELIC | now-IMMED  |
| “비행기가 지금 돌아온다.” |                |            |
계사절과 동치절의 차이는, 계사절에는 xaagá “갖다/-이다”, xiigá “일시적으로 갖다/-이다”, xai “-이다/하다” 따위의 동사적 성분이 있다는 점이다.
| hoáoíi                    | baábi | hi | xaagá |
| shotgun                   | bad   | 3  | be    |
| “산탄총이 상태가 나쁘다.” |       |    |       |
| kaisáo               | hoí | hi | xai |
| box                  | two | 3  | be  |
| “상자가 두 개 있다.” |     |    |     |
| ti             | baábi | xiigá |
| 1              | bad   | be    |
| “내가 아프다.” |       |       |
계사절은 소유를 표현할 수 있다. 다음과 같은 유형의 절에서는 접사 xao-가 소유를 표시하는 것으로 보인다.
| ti                              | poogahai      | xaíbái | xao-xaagá  |
| 1                               | fishing.arrow | many   | POSSN-have |
| “나는 낚시용 화살이 많이 있다.” |               |        |            |
위 문장이 피소유자에 초점을 맞췄다면 소유자에 초점을 맞추는 구문은 다음과 같은 것이 있다.
| xipoógi                         | hoàoii  | hi | xaagá |
| Xipoógi                         | shotgun | 3  | be    |
| “그것은 이포오기의 산탄총이다.” |         |    |       |
동치절은 소유, 동일성 등을 포함한 묘사의 기능을 가진다. 동치절의 보충어가 될 수 있는 성분은 수식어, 명사, 또다른 동치절이 있다.
| pii                                 | boi-baí-so       | bigí   | biixi |
| water                               | come-INTNSF-TEMP | ground | soft  |
| “비가 많이 오면 땅이 부드러워진다.” |                  |        |       |
| kohoibiíhai                       | hi | kaiíi | gáihi |
| Kohoibiíhai                       | 3  | house | that  |
| “저것은 코호이비이하이의 집이다.” |    |       |       |
| xaooi                               | hi | xapisi | bigai |
| foreigner                           | 3  | arm    | thick |
| “그 이방인은 팔이 굵다(힘이 세다).” |    |        |       |
피라항어의 절은 일반적으로 주어, 목적어, 동사 등 필수 성분으로만 이루어진다. 그러나 시간 표현, 조건, 간접목적어, 불변화사 등 필수적이지 않은 성분도 포함될 수 있다. 이런 성분을 통틀어 사격 목적어(oblique object)라 하며, 피라항어 문법은 이러한 성분들의 세세한 유형을 구분하지 않는 것으로 보인다. 사격 목적어는 주어와 바로 뒤에 온다. 그러나 그 길이가 5~6음절을 초과할 경우 동사 뒤로 이동하는 경향이 있다.
| ti                | kaí-o     | xahá-p-i-tá         |
| 1                 | house-LOC | go-IMPERF-PROX-ITER |
| “나는 집에 간다.” |           |                     |
| poi                            | ba-áo-p-i-hai                           | kaháíxíóí-hió |
| arrow.tip                      | sharpen-TELIC-IMPERF-PROX-RELATIVE.CERT | knife-INST    |
| “(그는) 칼로 화살촉을 깎는다.” |                                         |               |
사격 성분의 표지로는 도구격 의미의 -hió, -oá, -xai와 처격 및 일반적 사격 의미의 -ó가 있다.
동사를 제외한 문장 성분은 생략될 수 있다. 어떤 성분이 생략될 수 있으려면 맥락으로부터 “복구 가능”해야 한다. 즉 앞선 문장에 등장했어야 한다. 또, 등위접속된 성분들 간에 겹치는 부분은 생략될 수 있으며, 이 경우에 한해 동사도 생략될 수 있다.
| xogiágaó                                                        | xísi   | xohoa-í-haí                 | kabatií | xipóihií | pí-o     |
| everyone                                                        | animal | look.for-PROX-RELATIVE.CERT | tapir   | woman    | also-OBL |
| “모두가 맥을 찾아다닐 것이다. 여자들도 (맥을 찾아다닐 것이다).” |        |                             |         |          |          |

### 대명사
Evans (1986)에 따르면 피라항어의 자유형 인칭대명사는 다음이 있다.
- ti (1인칭)
- gíxai (2인칭)
- hiapióxio (3인칭)

복수형은 따로 없다. 1인칭과 2인칭 복수는 아래에서 설명하듯 우언적으로 나타낸다. hiapióxio는 단수 의미로도 복수 의미로도 쓰인다.
의존형 인칭대명사는 다음이 있다.
- ti (1인칭)
- gí/gíxa (2인칭)
- hi (3인칭)
- (xi) (3인칭 여성)
- (xís) (3인칭 비인간)

xi는 단순히 hi의 음운론적 변이형일 가능성이 있다. xís 역시 명사 xísi “짐승”의 변이형일 가능성이 있다. 따라서 두 단어가 별도의 대명사인지는 불확실하다.
1인칭과 2인칭 복수는 ti gíxai “나와 너”, ti hi “나와 그”, gíxai hi “너와 그”처럼 나타낸다. 그 밖에 담화 불변화사 xaítiso는 ‘주된 행위자와 함께하는’ 부차적 행위자를 표시하는 것으로 보인다.
| ti                         | xaítiso | xis  | ohoa-i-hai                |
| 1                          | also    | food | search-PROX-RELATIVE.CERT |
| “나도 음식을 찾을 것이다.” |         |      |                           |
hi(apióxio)는 비인칭 부정대명사로 쓰이는 경우가 많다. 피라항어에서는 한정 지칭에 (고유)명사를 사용하는 경우가 많고, 대명사를 사용하는 경우는 적다. hi(apióxio)는 3인칭뿐만 아니라 1인칭이나 2인칭을 가리키는 데도 쓰일 수 있다.  이로 인한 중의성은 맥락으로 해소된다.
| hi                          | gó | gá-xai     |
| 3                           | WH | say-ATELIC |
| “그가/네가 말한 게 뭐였지?” |    |            |
Sheldon (1988)은 다음과 같은 대명사 목록을 제시한다.
| 피라항어       | 뜻                      |
| -------------- | ----------------------- |
| ti³            | “나”                    |
| gi¹xai³        | “너”                    |
| hi³            | “그” (인간 남성)        |
| i³             | “그녀” (인간 여성)      |
| i¹k            | “그것, 그것들” (뭍짐승) |
| si³            | “그것, 그것들” (물짐승) |
| a³             | “그것, 그것들” (무정물) |
| ti³a¹ti³so³    | “우리”                  |
| gi¹xa³i¹ti³so³ | “너희”                  |
| hi³ai¹ti³so³   | “그들” (인간?)          |

Everett (1986:281)은 마지막 세 항목의 의미가 잘못되었으며 대명사와 불변화사 xaítiso로 분석된다고 본다. 또 Sheldon (1988)이 제시한 다른 대명사들 중 일부는 단순히 어말 음소가 탈락한 명사라고 본다. 또, xi가 여성만을 지칭하는 것은 맞지만 hi는 남성과 여성 모두 지칭할 수 있다고 지적했다.
소유대명사는 따로 없다. 의존형 인칭대명사가 “나의, 너의, 그의”와 같은 의미를 나타내고, 자유형 인칭대명사가 “나의 것, 너의 것, 그의 것”과 같은 의미를 나타낸다. 지시대명사는 gáihi “저, 저것”과 gíisai “이, 이것”이 있다. 지시대명사가 관형적으로 쓰일 때는 명사 뒤에 온다. 의문대명사는 kaoí “누구, 누구의”가 있다.

### 소유격 구문
소유격 구문은 (소유자 명사구)-(대명사)-피소유자 어순이다. 괄호에 들어간 성분 중 적어도 하나는 나타나야 한다.
| paitá           | hi | xitóhoi |
| 파이타          | 3  | 고환    |
| “파이타의 고환” |    |         |
| ti      | kaiíi |
| 1       | 집    |
| “내 집” |       |

### 후치사
명사에 붙어 위치나 방향의 뜻을 나타내는 접사로는 -ó LOC/OBL와 -xio DIR가 있다. -xio는 단독으로 쓰이지 않고, -ó가 붙은 어간 뒤에만 붙는다.
- xoí ‘정글’
- xoí-ó ‘정글에서’
- xoí-ó-xio ‘정글로’

피라항어에는 위치, 연관 등 다양한 의미를 나타내는 후치사가 있다. 후치사는 -ó나 -xio와 결합하기도 하고 단독으로 나타나기도 한다. 일반적으로 후치사는 신체부위 명사에서 유래한다. 아래 두 번째 예문에서처럼, 후치사에 -ó가 붙는 경우 후치사의 목적어에도 -ó가 붙는 경우가 많다.
| xisigíhií                | xagaoa | ko-ó            |
| meat                     | canoe  | in(stomach)-LOC |
| “고기는 카누 안에 있다.” |        |                 |
| gói               | kaií-ó    | xahoa-ó  | xab-áti     |
| 2IMP              | house-LOC | side-LOC | stay-UNCERT |
| “집 옆에 있어라.” |           |          |             |

### 수식사
Evans (1986:272–275)의 주장에 따르면 피라항어에는 형용사와 부사의 뚜렷한 구분이 없고, 명사를 수식하는 단어가 대체로 동사도 수식할 수 있다고 한다. 따라서 이들을 수식사(영어: modifier)라는 하나의 품사로 친다. 소유자가 명사 앞에 오는 것과 반대로 수식사는 명사 뒤에 온다. 일반적으로 하나의 명사구에 수식사는 최대 2개까지 붙을 수 있다.
| pii       | xaibogi |
| water     | fast    |
| “빠른 물” |         |
수식사가 동사를 꾸밀 때는 동사 앞에 오고, 최대 하나가 올 수 있다.
| hi                    | xaibogi | sitop-í    |
| 3                     | fast    | stand-PROX |
| “그는 빨리 일어섰다.” |         |            |
수식사는 다른 단어의 수식을 받을 수 없지만, 강조 접미사 -xi나 -koí가 붙어 의미가 강조될 수 있다.

### 동사
피라항어는 교착어로, 접사를 붙여서 말을 만든다. Evans (1986:288–289)에 따르면 피라항어 동사에는 다음과 같은 순서로 굴절 접사가 붙는다.
1. 동사 어근
2. “포합”(다른 동사 어근과의 합성)
3. 행위의 지속
  - -ab DUR
  - -ap PUNCT
4. 행위의 실현
  - -áo TELIC
  - -ái ATELIC
5. 행위의 구분
  - -b PERF
  - -p IMPERF
6. 희구법
  - -sog DESID
7. 부정
  - -hiab NEG
  - -sahaxaí PROHIBITIVE
8. 계속
  - -xiig CONT
9. 의문
  - -xóxóí
  - -xaoaxái
  - -hoaxái
10. 기동상
  - -hoag STATE
  - -hói ACTION
11. 지시
  - -i PROX
  - -a REMOTE
12. 반복
  - -ta ITER
13. 확실성
  - -áti UNCERT
  - -haí RELATIVE.CERT
  - -há COMPLETE.CERT
14. 좌절된 행동
  - -ábagaí FRUST.INIT
  - -ábai FRUST.TERM
15. 강화
  - -baí INTNSF
16. 강조
  - -koí EMPH
17. 조건/시간 명사화
  - -so TEMP
  - -sai ~ -saí COND/NMZ
  - -si NMZ
18. 증거성
  - -híai HEARSAY
  - -xáagahá OBSERV
  - -sibiga DEDUCT
19. 결과
  - -taío RES

피라항어에는 시제를 나타내는 문법적 수단이 따로 없지만 상을 나타내는 수단은 발달해 있다.
완망상
접미사 -b는 완망상을 나타낸다. 완수상 -áo 등 다른 상 접사와 함께 나타나기도 한다.
미완망상
접미사 -p는 미완망상을 나타낸다. 미완수상 -ái와 함께 나타나는 경우가 많다.
완수상
접미사 -áo는 동작이 실현되거나 완수되었음을 나타낸다. -b와 함께 쓰여 과거의 의미를 나타내는 경우가 많다.
미완수상
접미사 -ái는 동작이 아직 실현되거나 완수되지 않았음을 나타낸다.
| hi                  | koab-ái-p-á              |
| 3                   | die-ATELIC-IMPERF-REMOTE |
| “그는 죽을 것이다.” |                          |
계속상
접미사 -xiig는 계속상(continuative aspect)을 나타낸다.
| hi                                          | xopáoho-ái-p-iig-á             |
| 3                                           | work-ATELIC-IMPERF-CONT-REMOTE |
| “그는 일하고 있었다/일하고 있게 될 것이다.” |                                |
반복상
접미사 -ta는 동작의 반복 또는 재발을 나타낸다.
| hi                   | kohoi-tá-há            |
| 3                    | eat-ITER-COMPLETE.CERT |
| “그는 또 먹고 있다.” |                        |
기동상
접미사 -hói는 대략 동작이 시작됨을 나타내고, -hoag는 상태가 시작됨을 나타낸다. -hoag는 상태동사에만 쓰이는 것은 아니고, 새로운 상태나 동작으로의 전환이 완료되었음을 함의하는 듯하다.
| ti                       | soxóá   | xait-á-hói     |
| 1                        | already | sleep-(?)-INGR |
| “나는 이미 잠들고 있다.” |         |                |
| hi                           | soxóá   | xait-á-hóág-á            |
| 3                            | already | sleep-(?)-INGR-REMOTE(?) |
| “그는 이미 잠자기 시작했다.” |         |                          |
근접상
접미사 -i는 발화 시점에서 가까운 시간 내에 일어났거나 일어날 일, 또는 발화 시점에 화자와 비교적 “유관한” 일을 나타낸다.
원격상
접미사 -a는 발화 시점으로부터 먼 시점에 일어났거나 일어날 일, 또는 발화 시점에 화자와 덜 유관한 일을 나타낸다.
지속상
접미사 -ab은 주어의 행위 참여가 지속됨을 나타낸다. 계속상 -xiig와 함께 나타나는 경우가 많다.
단속상
접미사 -ap은 비지속적, 비진행적 동작을 나타낸다.
서법적 의미를 나타내는 접미사로는 다음이 있다.
확실성
접미사 -há는 완전한 확실성을 나타낸다. -i로 끝나는 접미사 뒤에서는 -hi로 실현되고, h가 탈락하면 모음 -i와 -a 뒤에서 각각 -i, -a로 실현된다. 접미사 -haí는 비교적 확실함을 나타낸다. -áti는 불확실성을 나타내며, 명령문에서 가장 흔히 쓰인다.
희구법
접미사 -sog는 주어의 희망을 나타낸다.
| go                                    | gíiso | ti | kobai-sog-a-baí     |
| WH                                    | DEM   | 1  | see-DESID-EP-INTNSF |
| “이게 뭐지? 나는 (그것을) 보고 싶다.” |       |    |                     |
| ko                                 | xoogiái | kabatií | kap-i-sog-όxόí       | hix   |
| VOC                                | Xoogiái | tapir   | shoot-EP-DESID-INTER | INTER |
| “이봐 오오기아이, 맥을 쏘고 싶어?” |         |         |                      |       |
피라항어에는 증거성을 나타내는 접미사들도 있다. -xáagahá는 화자가 직접 본 사건을 나타낸다.
| hoagaixóai                                                                 | hi | páxai             | kaopáp-i-sai-xáagahá         |
| Hoagaixóai                                                                 | 3  | [species of fish] | catch.by.mouth-EP-NMZ-OBSERV |
| “호아가이오아이가 파아이 물고기를 잡고 있다.” (화자가 직접 봐서 아는 사실) |    |                   |                              |
접미사 -sibiga는 (과거 또는 미래의) 사건의 발생을 화자가 추론했음을 나타낸다. -sibiga는 다른 동사 접미사와 함께 쓰이지 않는 것으로 보인다.
| kaogiái                                            | xís    | ibá-bo-í-sibiga     |
| Kaogiái                                            | animal | fish-come-EP-DEDUCT |
| “카오기아이는 낚시하러 갔을 것이다.” (화자의 추론) |        |                     |
접미사 -híai는 다른 사람에게 전해들은 것에 기반한 결론이나, 어떠한 상황에 대한 평가를 나타낸다. 전해들은 내용을 나타내는 경우 일반적으로 명사화 접미사 -sai에 뒤따른다.
| gahió                                                             | hi | xabaip-i-sai-híai  | píxái | xíga   |
| airplane                                                          | 3  | sit-EP-NMZ-HEARSAY | now   | really |
| “비행기가 바로 지금 착륙한다고 한다.” (다른 사람들의 말에 따르면) |    |                    |       |        |
그 밖의 접사로는 다음이 있다. 결과 접미사 -taío는 어떤 행위가 다른 행위의 결과로 일어났음을 나타낸다.
| hi                                   | baáb-ao   | kaob-ap-á-taío       |
| 3                                    | sick-TEMP | see-PUNCT-REMOTE-RES |
| “그가 아플 때면 그는 (의사를) 본다.” |           |                      |
강화 접미사 -baí와 강조 접미사 -koí는 어떤 동작이 일반적인 것보다 강하게 수행됨을 표시하거나, 말하는 내용을 강조하는 데 쓰인다. -baí는 동작동사에만 붙을 수 있지만 -koí는 수식사 등 동사가 아닌 단어에도 붙을 수 있다. -baí가 붙은 동사에 다시 -koí가 붙을 수도 있다.
| ti                              | gíxai | xog-i-baí-koí       |
| 1                               | 2     | want-EP-INTNSF-EMPH |
| “나는 너를 정말 많이 좋아한다.” |       |                     |
마지막으로 접미사 -ábagaí는 시작이 좌절된 동작이나 상태를 나타내고, -ábai는 시작되었지만 완료되지 못한 동작을 나타낸다.
| hi                                           | xí    | koho-áo-b-ábagaí          |
| 3                                            | thing | eat-TELIC-PERF-FRUST.INIT |
| “그는 그것을 거의 먹을(먹기 시작할) 뻔했다.” |       |                           |
| hi                                                                        | baitigiísi        | is     | ib-áo-b-ábai                |
| 3                                                                         | [species of fish] | animal | arrow-TELIC-PERF-FRUST.TERM |
| “그는 물고기를 거의 화살로 맞힐 뻔했다.” (화살을 쏘았으나, 맞히지는 못함) |                   |        |                             |
피라항어에서는 최대 3개의 동사 어근이 합쳐져 하나의 어간처럼 행동하기도 한다. 이러한 과정은 매우 생산적이다. 굴절접사는 동사 어근 사이에 끼어들지 않고, 어근들이 합쳐진 어간 뒤에 온다. 어근과 어근 사이에서 형태음운론적 변화가 일어나기도 하는데, 가장 흔한 것은 자음 충돌을 막기 위한 모음 삽입(주로 /i/)이다.
| xiga       | + | hoag |
| 가지다     | + | 오다 |
| “가져오다” |   |      |
| xig               | + | ab   | + | op   |
| 가지다            | + | 돌다 | + | 가다 |
| “가지고 돌아가다” |   |      |   |      |

### 의문문
피라항어에는 판정의문문을 나타내는 여러 표지가 있다. 그러나 문맥에 의해 의문문임이 분명한 경우에는 표지 없이 억양만으로도 의문문임을 나타낼 수 있다. 의문문의 억양은 평서문과 거의 같지만, 억양의 저점과 고점이 평서문의 그것에 비해 더욱 낮고 높다.
불변화사 híx는 가장 중립적인 의미의 표지이다. 절의 맨 오른쪽에 온다. 피라항어에서 유일하게 나타나는 CVC 구조의 음절이기도 하다.
| xií               | bait-áo-p-i            | híx   |
| cloth             | wash-TELIC-IMPERF-PROX | INTER |
| “옷을 씻을 거니?” |                        |       |
접미사 -xóxói 또한 중립적인 의미의 표지이며 가장 흔한 의문 표지이다. 일반적으로 hix와 함께 쓰인다.
| kohoi                          | xog-i-hiab-iig-όxόí    | (hix)   |
| Kohoi                          | want-EP-NEG-CONT-INTER | (INTER) |
| “코호이는 그것을 원하지 않니?” |                        |         |
hoaxái는 의존형태소 또는 독립형태소로 쓰이며, 존재나 소유에 관한 의문문에 쓰인다. 역시 hix와 함께 쓰일 수 있다.
| hi                  | xao-hoaxái  | tiobáhai |
| 3                   | POSSN-INTER | child    |
| “그는 아이가 있니?” |             |          |
| xií                         | soxógió   | hoaxái | (híx)   |
| tree                        | much.time | INTER  | (INTER) |
| “옛날에도 나무들이 있었니?” |           |        |         |
접미사 -xaoaxái는 질문의 대답에 대해 화자의 통제력이 없음을 나타낸다. 특히 간접 명령문에 쓰여 요청을 보다 정중하게 만드는 데 쓰인다.
| ko                                                   | xoogiái | xigí-xaoaxái | ti | gí | taísi | xig-a-áti          |
| VOC                                                  | Xoogiái | ASSOC-INTER  | 1  | 2  | axe   | take-REMOTE-UNCERT |
| “이봐 오오기아이, 내가 네 도끼를 가져가도 괜찮을까?” |         |              |    |    |       |                    |
káo는 동사 앞에 오는 독립형태소이며, 과거 사건에 대한 질문에만 쓰인다.
| xi                    | káo   | xií   | bait-áo-p-í            | hix   |
| 3FEM                  | INTER | cloth | wash-TELIC-IMPERF-PROX | INTER |
| “그녀가 옷을 빨았니?” |       |       |                        |       |
내용의문문은 의문사 kaoí ‘누구, 누구의’ 아니면 형태소 go WH를 넣어 만든다. go는 자유변이형 so를 가지며, 뒤에 ó LOC, xigí ASSOC, gíiso DEM, giíso MAN이 올 수 있다. híx와 함께 쓰일 수 있다.
| hi                    | go | xigí  | xog-i     | (híx)   |
| 3                     | WH | ASSOC | want-PROX | (INTER) |
| “그는 무엇을 원하니?” |    |       |           |         |
| gahió                     | go | gíiso | xab-óp-ai      |
| airplane                  | WH | DEM   | turn-go-ATELIC |
| “비행기가 언제 돌아오니?” |    |       |                |
| kaoí              | xis        | igí   | ai | (híx)   |
| WHO               | 3.NONHUMAN | ASSOC | be | (INTER) |
| “저건 누구 거니?” |            |       |    |         |

### 명령문
화자의 행동 요청 또는 자신의 행동에 대한 허락 요청은 문장 앞에 xigí-aoaxái ASSOC-INTER를 붙여 나타낸다.
직접 명령문은 ‘명령대명사’의 사용 여부에 따라 발화수반력이 강해지거나 약해진다. 2인칭 명령대명사 gói의 사용은 화자가 청자보다 상대적으로 높은 지위에 있거나, 무뚝뚝한 태도로 명령하거나, 농담을 하고 있음을 나타낸다. 1인칭 명령대명사 kaxáo도 비슷하게 사용되나, 명령문이 아닌 청유문을 만든다. 명령문에는 거의 항상 -áti UNCERT가 쓰인다. 부정 명령, 즉 금지에는 동사 접미사 -sahaí가 쓰인다.
| kaisáo             | xig-a-áti           |
| box                | bring-REMOTE-UNCERT |
| “상자를 가져와라.” |                     |
| gói              | xab-áti     |
| 1IMP             | stay-UNCERT |
| “그대로 있어라!” |             |

### 부정문
부정 명령, 즉 금지는 상술한 금지법 접미사 -sahaí로 나타낸다. 이 접미사에는 긴 이형태인 -sahaxáí와 짧은 이형태인 -saí가 있다.
금지가 아닌 일반적인 부정문은 부정 접미사 -hiab으로 나타낸다. -hiab의 자유형인 hiaba는 문장 성분을 부정하는 데 쓰인다.
| xigihí                | hiaba |
| man                   | NEG   |
| “그건 남자가 아니다.” |       |

### 종속절
원래 Everett (1986)은 하나의 절을 다른 절에 집어넣을 때에는 집어넣는 절이 명사로 변하고 접미사 -sai가 붙는다고 주장했다. 이때 내포는 최대 한 단계로 제한된다. 즉, 내포절 안에 또다시 내포절이 들어갈 수는 없다.
-sai가 붙어 명사화된 절은 주절의 보문절로 쓰일 수 있다. 에버렛이 가진 자료에서 보문절에 나타나는 동사는 ai “하다, 만들다”와 gáí “말하다” 둘뿐이다.
| hi                                                                         | ob-áaxái   | kahaí | kai-sai  |
| 3                                                                          | know-INTNS | arrow | make-NMZ |
| ‘그는 화살 만들기를 정말로 안다.’ / ‘그는 정말로 화살을 만들 줄 안다.’[34] |            |       |          |
| ti                                                                                      | xog-i-baí        | gíxai | kahaí | kai-sai  |
| 1                                                                                       | want-PROX-INTNSF | 2     | arrow | make-NMZ |
| ‘나는 너의 화살 만들기를 정말 원한다.’ / ‘나는 네가 화살을 만들었으면 정말 좋겠다.’[33] |                  |       |       |          |
이후에 에버렛은 입장을 바꾸어, 이러한 예문들은 내포가 아니라 병치(parataxis)의 사례이고 피라항어에서는 한 단계의 내포조차 불가능하다고 주장했다.
-sai에는 다른 기능도 있다. 가장 흔한 기능은 동사절을 명사화시킴으로써, 특히 새롭거나 외래적인 대상을 묘사하는 것이다. 이런 쓰임에서 동사절에는 직접목적어 또는 간접목적어가 반드시 필요한 것으로 보인다.
| xiohoí                     | xiboít-i-sai |
| wind                       | cut-EP-NMZ   |
| “바람 자르는 것”(프로펠러) |              |
| gahió                           | pi-ó      | xabaip-i-sai |
| airplane                        | water-LOC | sit-EP-NMZ   |
| “물에 앉는 비행기”(수상 비행기) |           |              |
-sai의 또다른 쓰임은 동사 gáí “말하다” 뒤에 붙어 인용 구문을 만드는 것이다. 에버렛의 분석에 따르면 아래와 같은 예문에서 gáí-sai는 명사화된 동사이고, hi는 그 소유자이다. 동사 gáí는 드문 예외를 빼면 명사화된 형태로만 나타난다. (아래와 같은 예문이 직접인용인지 간접인용인지는 화용론적으로 파악해야 한다. 피라항어에서 직접인용과 간접인용의 구분은 대체로 대명사의 지시체에만 관련있고, 형식적인 차이는 없다.)
| hi                                                                                  | gáí-sai | xahóápátí | ti | xi     | aagá-hóág-a      |
| 3                                                                                   | say-NMZ | Xahóápátí | 1  | hunger | have-INGR-REMOTE |
| “아호아파티는 ‘나는 배고프다’라고 말했다.” / “아호아파티는 내가 배고프다고 말했다.” |         |           |    |        |                  |
시간이나 조건을 나타내는 종속절은 주절 앞에 온다. 시간절은 동사 접미사 -so로 표시된다. -so는 자음 뒤에서는 -ao로 실현된다. ‘~할 때’, ‘~하는 동안’, ‘~하고 나서’ 등의 뜻을 나타낸다.
| xaxái                                      | xab-óp-ai-so        | ti | tixisi | oho-ái-p-i-hai                       |
| Xaxái                                      | turn-go-ATELIC-TEMP | 1  | fish   | eat-ATELIC-IMPERF-PROX-REALTIVE.CERT |
| “아아이가 돌아올 때 내가 물고기를 먹겠다.” |                     |    |        |                                      |
조건절은 동사 접미사 -saí로 표시된다. (명사화 접미사 -sai와 같은 것일 수도 있지만, 조건절 이외의 환경에서 -sai에는 고조가 나타나지 않고, 일반적으로 비한정 형태에만 붙는다.)
| paió                                    | hi | ab-όp-ai-saí        | ti | xií   | oá-boí-haí             |
| Paió                                    | 3  | turn-go-ATELIC-COND | 1  | thing | buy-come-REALTIVE.CERT |
| “파이오가 돌아오면 내가 뭔가를 사겠다.” |    |                     |    |       |                        |
목적이나 원인을 나타내는 절은 형태론적 표시 없이 주절 뒤에 병치하여 나타낸다.
| hi                                            | ti | ob-ai-sog-abagaí            | hi | baáb-áo-p-á              |
| 3                                             | 1  | see-ATELIC-DESID-FRUST.INIT | 3  | sick-TELIC-IMPERF-REMOTE |
| “그가 아팠기 때문에 그는 나를 보고 싶어했다.” |    |                             |    |                          |

### 관계절
피라항어에서 관계절을 만드는 데 쓰이는 전략은 공백(gapping) 전략과 비축약(non-reduction) 전략이 있다. 관계화될 수 있는 성분은 주어와 직접목적어이고, 두 성분 모두 공백과 비축약 전략을 통해 관계화 가능하다. 관계절에서는 두 형태소 hix INT와 sigíai ‘같은’이 일종의 보문소로 쓰이는 것으로 보인다.
| xi                                     | ab-áo-b-óxóí             | hix | chico | hi | (go-ó) | gíxai | ho-áo-b-i            | sigíai |
| thing                                  | run.out-TELIC-PERF-INTER | INT | Chico | 3  | WH-OBL | 2     | sell-TELIC-PERF-PROX | same   |
| “치코가 너에게 판 물건이 다 떨어졌니?” |                          |     |       |    |        |       |                      |        |
| ti                                                   | baósaápisi | og-abagaí       | gíxai | go-ó   | baósaápisi | big-áo-b-í-i                       | xai   | sigíai |
| 1                                                    | hammock    | want-FRUST.INIT | 2     | WH-OBL | hammock    | show-TELIC-PERF-PROX-COMPLETE.CERT | be(?) | same   |
| “나는 네가 방금 보여준 것과 같은 그물침대를 원한다.” |            |                 |       |        |            |                                    |       |        |

## 이례적 특징
대니얼 에버렛은 피라항어에 관해 20편이 넘는 논문과 한 권의 책을 쓰면서 피라항어에 여러 가지 놀라운 특징이 있다고 주장했다. 몇 가지를 소개하면 다음과 같다.
- 음소가 가장 적은 언어 중 하나로, 그 결과 [ɺ͡ɺ̼]와 [t͡ʙ̥]처럼 극히 드문 소리를 포함해 넓은 범위의 변이음이 나타난다.
- 극히 제한된 문장 구조를 가지고 있어, “메리는 존이 헨리가 해고됐다고 생각한다고 말했다”처럼 재귀적 내포가 허용되지 않는다.
- ‘밝다’와 ‘어둡다’(또는 ‘희다’와 ‘검다’) 외에 색깔을 나타내는 추상적 어휘가 없다. (폴 케이 및 Everett (2005)에 등장하는 논자 다수는 이 견해에 반대한다.)
- 인칭대명사 전부를 최근에 이 지역의 투피어족 기반 공용어인 녜엥아투어에서 빌려온 것으로 보인다. 피라항어의 옛 모습에 관해서는 알려진 바가 없지만 피라항어와 녜엥아투어 대명사는 매우 닮은 꼴이기 때문에 개연성이 큰 추측이다.
- 피라항어는 휘파람이나 콧노래나 음악을 통해서도 말해질 수 있다. 케렌 에버렛에 따르면 피라항어에 대한 현재까지의 연구는 피라항어의 운율에 충분한 관심을 기울이지 않음으로 해서 많은 것을 놓치고 있다고 한다. 자음과 모음을 생략해도 음높이, 강세, 박자의 변화만으로도 의미 전달이 어느 정도 가능하다. 그녀에 따르면 피라항족 어머니들은 같은 음악적 패턴을 여러 번 반복해 부르면서 아이에게 말을 가르친다고 한다.[39]

대니얼 에버렛은 피라항어에 재귀가 없다는 주장이 사실이라면 현대 촘스키주의 언어학의 기본적 가정이 반박된다고 주장한다. 이 주장은 많은 언어학자들의 반대에 부딪혔다. 그들은 에버렛 스스로가 피라항어에 재귀가 있다고 관찰했음을 지적하는데, 에버렛은 이것이 과거 피라항어에 대한 자신의 이해 부족에서 기인한 오류라고 대답했다. 촘스키를 비롯한 몇몇 언어학자들은 피라항어에 재귀가 없다는 게 사실이라 할지라도 촘스키주의 언어학에 끼치는 영향은 없다고 주장했다.

### 재귀
Everett (1986)은 피라항어에서 절 안에 또다른 절을 포함할 수 있고, 이러한 내포는 최대 한 단계까지 가능하다고 주장했다. 따라서 “그는 화살을 어떻게 만드는지 말할 줄 안다”와 같이 두 단계의 내포가 필요한 말을 하려면 한 문장으로는 불가능하다는 것이다.
또 에버렛은 피라항어에는 셈하는 데 필요한 수사도 없고, “오래된 아름다운 빛바랜 푸른 치마”처럼 재귀적으로 수식을 반복할 수도 없고, “아이의 친구의 어머니의 집”처럼 재귀적으로 소유 표현을 반복할 수도 없으므로, 피라항어 문장의 길이는 끝없이 늘어날 수 없고 길이 제한이 있다는 결론을 내렸다. 나아가, 이는 어떤 어휘 목록이 주어지든 간에 피라항어에서 가능한 문장의 수는 유한하다는 말이 된다.
에버렛에 따르면 피라항어에서는 “존의 형제의 집”처럼 말할 수 없고, “존은 형제가 있다. 그 형제는 집이 있다.”처럼 두 문장으로 말해야 한다.
이후에 에버렛은 입장을 바꾸어, 위에 나온 내포의 예시는 사실 내포가 아니라 병치(parataxis)의 사례이고 피라항어에서는 한 단계의 내포도 불가능하다고 주장했다. 그의 현재 입장에 따르면 이런 예문에서 내포절로 해석한 단어들은 사실 독립된 문장을 이룬다. 이에 대한 근거로는 내포절을 표시하는 특화된 단어가 존재하지 않는다는 점과, ‘내포절’ 안의 단어들이 공지시하는 방식, ‘내포절’과 주절 사이에 다른 완전한 문장이 끼어드는 예시 등이 제시된다.
에버렛에 따르면, 피라항어가 내포 없는 유한한 언어라는 사실은 노엄 촘스키 등이 주장하는 보편문법의 개념에 중대한 문제를 제기한다. 보편문법이 존재한다면 모든 인간 언어는 재귀적인 문법 구조를 가져야 하기 때문이다. 이에 대해 촘스키는 재귀가 언어에 사용될 수 있는 선천적인 인지적 능력이기는 하지만 특정한 언어에서 재귀가 나타날 수도 나타나지 않을 수도 있다고 생각한다고 답했다.
그러나 에버렛이 지적하듯이 피라항어는 문법 대신 사고에 있어서는 재귀적 구조를 가질 수 있다. 한 이야기에서 하나의 관념이 다른 관념보다 더 중요하다는 식의 재귀적인 위계적 구조를 가질 수 있다는 것이다. 또 에버렛은 2005년에 열린 재귀에 관한 학회에서 발표된, 사슴이 먹이를 찾을 때 보이는 재귀적 행동에 대한 연구를 언급한다. 에버렛에 따르면 재귀는 인간이 다른 동물보다 많이 발전시킨 두뇌 능력이다. 그는 자신에 대한 비판이 에버렛 자신의 박사학위논문에 근거를 두고 있으며 그 뒤로 29년 동안 이루어진 자신의 후속 연구를 반박하는 데 쓰이고 있다고 꼬집었다.
피라항어에 재귀가 없다는 에버렛의 주장은 다른 언어학자들의 거센 반박을 받았다. 이들은 -sai 구문을 내포로 해석하는 에버렛 스스로의 이전 연구에 제시된 데이터와 논증에 주목했다. 이에 대해 에버렛은 과거에 피라항어에 대한 자신의 이해가 불완전했고 이론적으로 편향되어 있었다고 답했다. 그의 현재 입장에 따르면 절의 본동사에 붙은 -sai 형태소는 담화상 구(舊)정보를 표시할 뿐 명사화나 내포의 표지가 전혀 아니다. 보다 최근에 훔볼트 대학교 일반언어학 센터(Zentrum für Allgemeine Sprachwissenschaft) 소속 언어학자 울리 자우어란트는 피라항어 화자들은 대상으로 에버렛의 피라항어 문장을 되풀이해 말하도록 하는 실험을 했다. 자우어란트에 따르면 피라항어 화자들은 -sai의 사용에 있어 성조 변별을 보이는데, 이는 “피라항어에 복합절이 존재한다는 증거를 제시한다”.

## 피라항어와 언어 상대주의
언어 상대주의에 따르면 한 사람이 사용하는 언어와 그가 세상을 인식하는 방식 사이에 관계가 있다고 한다. 아래는 피라항인의 수 개념과 언어 상대주의에 관한 Frank et al. (2008)의 논의를 인용한 것이다. 이 연구에 따르면 피라항인은 자기 앞에 놓인 물체의 정확한 개수를 알아보고 같은 수의 물체와 짝지을 능력이 있지만, 물체를 보여준 뒤 시야에서 숨기면 그 개수를 기억하지 못하는 것으로 나타났다.
 A total lack of exact quantity language did not prevent the Pirahã from accurately performing a task which relied on the exact numerical equivalence of large sets. This evidence argues against the strong Whorfian claim that language for number creates the concept of exact quantity. […] Instead, the case of Pirahã suggests that languages that can express large, exact cardinalities have a more modest effect on the cognition of their speakers: They allow the speakers to remember and compare information about cardinalities accurately across space, time, and changes in modality. […] Thus, the Pirahã understand the concept of one (in spite of having no word for the concept). Additionally, they appear to understand that adding or subtracting one from a set will change the quantity of that set, though the generality of this knowledge is difficult to assess without the ability to label sets of arbitrary cardinality using number words.
 
정확한 수를 나타내는 언어 표현이 전혀 없음에도 불구하고 피라항인은 큰 집단들에 속한 물체의 개수가 정확히 같은지 판단하는 과제를 문제없이 수행했다. 이는 수에 대한 언어 표현이 정확한 수에 대한 관념을 형성한다는 강한 워프주의적 주장을 반박하는 증거가 된다. […] 대신, 피라항어의 사례는 크고 정확한 수를 표현할 수 있는 언어들이 그 화자들의 인지에 끼치는 영향이 그보다는 적음을 암시한다. 즉, 그러한 언어들은 그 화자들이 공간·시간·법성의 변화를 뛰어넘어 정확한 수를 기억하고 비교할 수 있게 해 준다는 것이다. […] 따라서, 피라항인은 ‘하나’의 개념을 이해한다(그 개념을 나타내는 단어는 없지만 말이다). 또, 그들은 어느 집단에 하나를 더하거나 하나를 빼면 양이 달라진다는 사실을 이해하는 것으로 보인다. 다만, 수사를 사용해 임의로 큰 집단에 이름을 붙이는 능력이 없이는 이러한 지식이 얼마나 일반적인지 평가하기는 힘들다.

피라항족은 이런 문화적 격차 때문에 다른 집단과의 거래에서 속임당하는 일을 걱정해서 대니얼 에버렛에게 기본적인 산수를 가르쳐 달라고 부탁했다. 피라항족은 8개월 동안 의욕적으로 날마다 에버렛에게 산수를 배웠지만 진전이 없었고, 결국 자신들에게는 배울 능력이 없다는 결론을 내리고 공부를 그만뒀다. 피라항족 가운데 10까지 세거나 심지어 1 + 1을 계산할 줄 알게 된 사람은 한 명도 없었다.
에버렛에 따르면 피라항족이 숫자를 세지 못하는 데는 두 가지 문화적 이유가 있다. 우선, 피라항족은 수렵채집형 유목민으로서 셈할 대상이 없으므로 셈을 연습할 필요가 없다. 다음으로, 피라항족에게는 현재 너머의 것을 일반화하지 않는다는 문화적 제약이 있으므로 수사가 존재할 수 없다. 즉, 셈하는 능력의 부재와 수사의 부재가 모두 같은 이유로 설명된다. 또, 일부 학자들에 따르면 수사와 셈하는 능력은 언어적 재귀에 바탕을 두고 있기 때문에, 재귀가 없는 피라항어를 사용하는 피라항족은 숫자를 셀 수 없다고 한다. 그러나 에버렛은 피라항족이 숫자를 셀 인지 능력이 없다고 주장하지는 않는다.

## 다른 언어에 대한 지식
에버렛에 따르면 피라항어 화자 대부분은 다른 언어를 할 줄 모르고, 포르투갈어 단어를 몇 개 알 뿐이다. 18개월 넘게 피라항족과 같이 살았던 인류학자 마르쿠 안토니우 곤살베스에 따르면 “남자들은 대부분 포르투갈어를 알아듣지만, 모두가 포르투갈어로 말을 하지는 못한다. 여자들은 포르투갈어를 별로 알아듣지 못하고 결코 포르투갈어로 말하는 법이 없다. 남자들은 그 지역의 다른 사람들과 대화할 수 있도록 피라항어, 포르투갈어, 그리고 아마존의 공용어인 녜엥아투어 어휘가 섞인 접촉 ‘언어’를 만들어냈다.”
최근 맨체스터 대학교의 자넷 사켈은 피라항어 화자의 포르투갈어 사용을 연구했다. 에버렛은 피라항족이 포르투갈어로 말할 때는 아주 초보적인 포르투갈어 어휘를 피라항어 문법에 얹어 말하며 특정한 주제 이외에는 포르투갈어로 말하지 못하기 때문에 단일언어구사자들이 맞다고 주장했다. 이는 아주 제한된 어휘로 아주 좁은 범위의 주제에 관해 말할 수 있다는 뜻이므로 곤살베스의 말과도 모순되지 않는다. 피라항족 공동체에서 서서히 발달하고 있는 피라항어-포르투갈어 이중언어구사에 대한 향후 연구는 피라항어 화자들의 문법적 능력에 관해 귀중한 자료를 제공할 수 있으리라 기대된다. 곤살베스는 피라항족이 포르투갈어로 하는 이야기들을 통째로 인용하지만, Everett (2009)은 이것이 피라항족의 말을 그대로 받아적은 것이 아니라 피라항족의 피진 포르투갈어를 느슨하게 의역한 것이라고 주장한다.

## 참고 문헌
- Dixon, R. M. W. and Alexandra Aikhenvald, eds., (1999) The Amazonian Languages. Cambridge University Press.
- Everett, D. L. (1992) A Língua Pirahã e a Teoria da Sintaxe: Descrição, Perspectivas e Teoria (The Pirahã Language and Syntactic Theory: Description, Perspectives and Theory). Ph.D. thesis. (in Portuguese). Editora Unicamp, 400 pages; ISBN 85-268-0082-5.
- Everett, Daniel, (1986) "Piraha". In the Handbook of Amazonian Languages, vol I. Desmond C. Derbyshire and Geoffrey K. Pullum (eds). Mouton de Gruyter.
- Everett, Daniel (1988) On Metrical Constituent Structure in Piraha Phonology. Natural Language & Linguistic Theory 6: 207–246
- Everett, Daniel and Keren Everett (1984) On the Relevance of Syllable Onsets to Stress Placement. Linguistic Inquiry 15: 705–711
- Everett, Daniel 2005. Cultural Constraints on Grammar and Cognition in Pirahã: Another Look at the Design Features of Human Language. Current Anthropology 46:621–646
- Keren Everett (1998) Acoustic Correlates of Stress in Pirahã. The Journal of Amazonian Languages: 104–162. (Published version of University of Pittsburgh M.A. thesis.)
- Sauerland, Uli. (2010). "Experimental Evidence for Complex Syntax in Pirahã"".
- Sheldon, Steven N. (1974) Some Morphophonemic and Tone Perturbation Rules in Mura-Pirahã. International Journal of American Linguistics, v. 40 279–282.
- Sheldon, Steven N. (1988) Os sufixos verbais Mura-Pirahã (= Mura-Pirahã verbal suffixes). SIL International, Série Lingüística Nº 9, Vol. 2: 147–175 PDF.
- Thomason, Sarah G. and Daniel L. Everett (2001) Pronoun Borrowing. Proceedings of the Berkeley Linguistic Society 27. PDF.
- Michael Frank et al. (2008) "Number as a Cognitive Technology: Evidence from Pirahã Language and Cognition". PDF.